# ホヴズ
ホヴズ（古ノルド語: Hǫfuð）は、北欧神話の神ヘイムダッルルの剣。この名称は古ノルド語で「（人間の）頭」を意味し、ノルウェー方言の hovud や現代ドイツ語の Haupt に類似するものである。谷口幸男訳『エッダ 古代北欧歌謡集』では〈頭〉と訳出されている。英語化 (Anglicisation) された形 Hofud からホフドと表記されていることもある。
この剣は、『スノッリのエッダ』第1部『ギュルヴィたぶらかし』の第26章で言及されている。

| 原文（アンソニー・フォークス (Anthony Faulkes) の校訂。強調は引用者による）: | 日本語訳:                                    |
| Heimdalar sverð er kallat Hǫfuð.                                             | ヘイムダッルルの剣はホヴズ（頭）と呼ばれる。 |

また、『スノッリのエッダ』第2部『詩語法』第8章では、ヘイムダッルルの頭は「剣のケニングである」という言及がある。

| 原文: | 日本語訳: |
| Heimdallar höfuð heitir sverð. Svá er sagt, at hann var lostinn mannshöfði í gegnum. Um þat er kveðit í Heimdallar galdri, ok er síðan kallat höfuð mjötuðr Heimdallar. | ヘイムダッルルの頭とは剣の言い換え（ヘイティ）である。話によれば、彼は人の頭に貫かれたという。これは『ヘイムダッルルの呪文歌』で歌われており、それから頭はヘイムダッルルの死と呼ばれている。 |